# جون دبليو. نايلز
جون دبليو. نايلز هو سياسي كندي، ولد في 2 فبراير 1876 في Woodstock, New Brunswick ‏ في كندا، وتوفي في 22 أغسطس 1961 في فريدريكتون في كندا. نشط حزبياً في الجمعية الليبرالية لنيو برونزويك ‏. وقد انتخب عضو الجمعية التشريعية لنيو برونزويك ‏.